# Want dit is mijn lichaam
Want dit is mijn lichaam is het Boekenweekgeschenk van 1997, geschreven door Renate Dorrestein. Het kwam uit in maart 1997, op de eerste dag van de Boekenweek, die in 1997 als motto hanteerde: Mijn God - Religie en religieus gevoel in de letteren.

## Samenvatting
- Indeling:  Er zijn drie hoofdstukken met de namen: April, augustus en december.

Aan een Noord-Hollandse ringvaart woont de 45-jarige Maria Olsen met haar vader Job, een beroemd kunstschilder. Jobs echtgenote en Maria's moeder Claudia, een Italiaanse, stierf toen Maria negen jaar oud was, en Job heeft Claudia op hun eigen terrein begraven. Maria heeft polio gehad en is als gevolg daarvan blijvend gehandicapt. Ze brengt haar dagen al decennialang door met het huishouden en met dagelijks poseren als model voor haar vader. Hij heeft tientallen schilderijen van haar gemaakt en is nu bezig met een volgend werk: ‘Maria’s wereld’.
Op 19-jarige leeftijd is Maria moeder geworden. Haar zoon Cas heeft een baan met een hoog salaris bij een internetbedrijf, en is getrouwd met Xandra; Cas en Xandra verwachten een zoon. Het geslacht is via een genderkliniek bepaald en hij zal Jason gaan heten. Ze wonen aan de andere kant van het water bijna aan de overkant van Maria en Job, maar over de weg is het een flink stuk rijden. Voor haar 22e verjaardag krijgt Xandra van Cas een nieuwe neus cadeau.
Job heeft sinds kort een nieuwe vriendin, Felicity. Na vier maanden vraagt hij haar ten huwelijk, en ze trouwen, waardoor Felicity de stiefmoeder wordt van Maria, hoewel ze qua leeftijd haar dochter had kunnen zijn. In het huis aan de ringvaart verandert dan het een en ander. Het huishouden dat decennialang door Maria is gedaan wordt overgenomen door Felicity. Het huis en het huishouden ondergaan een gedaanteverandering; het wordt schoon, gezond en efficiënt. Maria blijft het model van haar vader, totdat hij er op zekere dag genoeg van heeft. Met hulp van zijn kleinzoon Cas gebruikt hij computerprogramma’s om te schilderen. En zijn dochter Maria, die hem altijd aan Claudia deed denken, wordt als model ingeruild voor een naakte Felicity. Hij noemt haar serie: ‘Godin’.
Het land wordt dat jaar geteisterd door hitte en extreme droogte. Job is erg blij met de zwavelbron op hun erf, waaraan hij genezende kracht toekent. Als de bron droog dreigt te vallen, haalt hij er een installatiebedrijf bij, om het water actief te kunnen oppompen. Op de ochtend dat hij Maria wegbrengt naar een orthopedische schoenmaker, komen twee bouwvakkers de klus klaren. Zij en Felicity komen bij het trekken van een sleuf oog in oog te staan  met de restanten van Claudia. De juridische procedure loopt met een sisser af. Zelf begraven mag niet wegens de zuiverheid van het grondwater. Maar na de crematie van het opgegraven lijk, keert de as terug naar het geschonden graf.
Nu Felicity model is ziet Maria kans om haar bewegingsvrijheid te vergroten. Ze neemt autorijles, maar ze raakt door haar onhandig gestuntel gewond en moet 6 weken het bed houden. Haar vader verzorgt haar weer net als toen ze een meisje van 9 was. Met het huwelijk van Job en Felicity gaat het slecht. Door incontinentie schaamt Job zich tegenover zijn mooie jonge vrouw, die wel seksuele behoeftes heeft. Op een avond ziet Maria vanuit haar kamer dat stiefoma Felicity Cas verleidt. Zijn vrouw Xandra is inmiddels acht maanden in verwachting en heeft geen zin in seks met Cas. Op dat moment komt er opeens een einde aan acht maanden extreme droogte middels onweer en harde regen. Job prijst zich gelukkig met kleinzoon Cas. Morgen zijn alle loodgieters overbezet, maar Cas is er altijd voor zijn opa. Intussen maken Maria en Job ruzie of Maria zal blijven poseren, want Job wil weer haar terug als model. Maria weigert pertinent maar bedenkt zich als ze haar vader uit haar raam ziet kijken. Aan zijn gezicht ziet ze dat hij zijn kleinzoon met zijn stiefoma bezig heeft gezien. Maria zegt dat het niet het einde van de wereld is, als ze zijn hand vastpakt. “Dat is het nooit”.

## Thema
Het menselijk lichaam. Job worstelt met zijn incontinentie en andere ouderdomskwalen. Maria heeft haar manke been. Cas strijdt met chronisch overgewicht. Xandra's lichaam wordt ontwricht door de vorderende zwangerschap. Felicity doet er alles aan om een strak lijf te houden.

## Trivia
Renate Dorrestein zegt in een noot van de auteur achter in het boek wat betreft Maria’s wereld geïnspireerd te zijn door de schilder Andrew Wyeth. Hij schilderde zijn buurvrouw in  Christina’s World (link naar Engelse Wikipedia, inclusief afbeelding).